# Martin Denker
Martin Denker (né le 2 mars 1976  à Hambourg) est un artiste allemand.

## Biographie
Martin Denker étudie à l'université de Greifswald puis part un an en 2000 apprendre la peinture, la photographie et les arts digitaux à l'université du Texas à San Antonio. Entre 2001 et 2006, il participe à la classe de photographie de Thomas Ruff à l'académie des beaux-arts de Düsseldorf et est l'assistant d'Andreas Gursky.

## Source de la traduction
- (de) Cet article est partiellement ou en totalité issu de l’article de Wikipédia en allemand intitulé « Martin Denker » (voir la liste des auteurs).